# Husem Jalfaui
Husem Jalfaui –en árabe, حسام الخلفاوي– (nacido el 6 de marzo de 1991) es un deportista tunecino que compite en judo. Ganó una medalla en los Juegos Panafricanos de 2011, y cuatro medallas en el Campeonato Africano de Judo entre los años 2012 y 2015.

## Palmarés internacional
| Juegos Panafricanos | Juegos Panafricanos     | Juegos Panafricanos | Juegos Panafricanos |
| Año                 | Lugar                   | Medalla             | Categoría           |
| ------------------- | ----------------------- | ------------------- | ------------------- |
| 2011                | Maputo (Mozambique)     | Medalla de bronce   | –66 kg              |
| Campeonato Africano |                         |                     |                     |
| Año                 | Lugar                   | Medalla             | Categoría           |
| 2012                | Agadir (Marruecos)      | Medalla de plata    | –66 kg              |
| 2013                | Maputo (Mozambique)     | Medalla de oro      | –66 kg              |
| 2014                | Puerto Louis (Mauricio) | Medalla de plata    | –66 kg              |
| 2015                | Libreville (Gabón)      | Medalla de plata    | –66 kg              |